# Nicolaie-Vladimir Dohotariu
Nicolaie-Vladimir Dohotariu (n. 5 iunie 1956, orașul Râmnicu Vâlcea) este un general român, care a îndeplinit, printre altele, funcțiile de comandant al Corpului 1 Armată Teritorial ”General Ioan Culcer”(din 15 noiembrie 2007) și de comandant al Diviziei 1 Infanterie ”Dacica” (2008) de unde a trecut în rezervă.

## Biografie
Nicolaie-Vladimir Dohotariu s-a născut la data de 5 iunie 1956, în orașul Râmnicu Vâlcea. După absolvirea Liceului de Informatică din București (1975), a urmat cursurile Școlii Militare de Ofițeri Activi de Infanterie din Sibiu (1975-1978) și ale Academiei de Înalte Studii Militare din București (1984-1986). Ulterior a absolvit și un curs postuniversitar la Colegiul Regal de Studii Strategice din Londra (Marea Britanie, 1999).
După absolvirea Școlii de ofițeri, a fost comandant de subunitate, șef de birou și locțiitor al șefului de stat major într-o divizie mecanizată, ofițer de stat major și locțiitor de șef de direcție în Statul Major General, comandant al Centrului Operațional de Conducere Militară, reprezentantul militar al Statului Major General la SHAPE, Mons, Belgia. 
În anul 2002, colonelul Nicolaie Dohotariu era șeful Centrului Operațional de Conducere Militară. A fost înaintat la gradul de general de brigaă (cu o stea) la 2 aprilie 2004. 
În iunie 2006 a fost numit șef al Direcției de Planificare Strategică din Statul Major General. La data de 3 noiembrie 2006, generalul de brigadă Nicolae Dohotariu a fost înaintat la gradul de general-maior (cu două stele)  și numit în funcția de șef al Direcției Structuri și Planificarea Înzestrării din Statul Major General . 
La data de 15 noiembrie 2007, generalul-maior Nicolaie-Vladimir Dohotariu a fost numit în funcția de comandant al Corpului 1 Armată Teritorial "General Ioan Culcer" din București (fosta Armată 1).